# Gerolsheim
Gerolsheim  là một đô thị thuộc huyện Bad Dürkheim, trong bang Rheinland-Pfalz, phía tây nước Đức. Đô thị Gerolsheim có diện tích 4,81 km², dân số thời điểm ngày 31 tháng 12 năm 2006 là người.